# 高雄市私立旗美高級商工職業學校
私立旗美高級商工職業學校，簡稱為旗美商工，位於中華民國高雄市美濃區，民國56年由馮放民、吳騰耀、邱丘明、施生進、劉昭貴、曾錦郎等九人集資興辦。

## 學校校舍
1. 教學及行政辦公大樓乙棟
2. 綜合高中大樓乙棟
3. 汽車實習工廠
4. 餐飲科實習教室
5. 學生活動中心
6. 特教及原住民宿舍
7. 調酒教室
8. 西餐教室

## 行政單位
- 校長室
- 教務處
- 會計室
- 學務處
- 總務處
- 人事室
- 實習處
- 輔導室
- 計算機中心
- 圖書館
  - 館際合作學校：旗美商工、旗山農工、旗美高中、六龜高中等四校。
- 進修學校

## 教學單位

### 工業類
- 汽車修護科

### 商業類
- 美容科
- 資料處理科
- 餐飲管理科
- 特教綜合職能班

### 進修學校
- 資料處理科
- 美容科
- 餐飲管理科

### 實用技能班
- 餐飲技術科